# Marc Wilson
Marc David Wilson (* 17. August 1987 in Aghagallon, Nordirland) ist ein ehemaliger irischer Fußballspieler. Der Abwehrspieler, der auch im zentral-defensiven Mittelfeld eingesetzt werden konnte, entstammte der Jugendabteilung von Manchester United. Über den FC Portsmouth sowie diverse Leihstationen in unterklassigen Ligen führte ihn der Weg zum englischen Erstligisten Stoke City. Zudem war er für die irische Nationalelf aktiv, nachdem er in der Jugend bereits für die Landesauswahl seines Heimatlandes Nordirland Spiele bestritt.

## Karriere

### FC Portsmouth
Wilson wechselte 2000 in die Jugendabteilung von Manchester United, schaffte dort den Sprung in den Profikader nicht und wechselte 2004 zum FC Portsmouth. Die ersten Jahre bei Pompey verbrachte er in der zweiten Mannschaft oder als Kurzleihe bei den zweit- und drittklassigen Vereinen Yeovil Town, AFC Bournemouth und Luton Town. In der Saison 2008/09, kurz nachdem er einen neuen Dreijahresvertrag unterschrieben hatte, gelang ihm der Sprung in die erste Mannschaft. Erste Einsätze und Startelfdebüts in Liga und Pokalwettbewerben folgten. Nach insgesamt drei Ligaspielen in dieser Spielzeit sorgte Wilson in der Vorbereitung zur Saison 2009/10 mit Teamkamerad David Nugent für einen Eklat. Während einer Portugal-Reise des Vereins gerieten beide Spieler derart aneinander, dass der Verein sie zurück nach England schickte und mit Geldbußen belegte.
Trotzdem gehörte Wilson in dieser Spielzeit zur ersten Wahl von Trainer Paul Hart und auch sein Nachfolger Avram Grant setzte bevorzugt auf Wilson als Rechtsverteidiger, sodass er zu 28 Ligaeinsätzen kam. Grant war es auch, der Wilson gegen Ende der Saison erstmals im zentralen Mittelfeld einsetzte. Die Saison, in der er noch im Februar seinen Vertrag bis zum Ende der Saison 2012/13 verlängerte, verlief für die Mannschaft mit gemischten Erfolgen. Im FA Cup erreichte man das Finale und scheiterte dort am FC Chelsea; in der Liga jedoch konnte man den Abstieg in die Football League Championship nicht verhindern. 
Während der Vorbereitung zur Saison in der zweiten Liga wurde Wilson zum Mannschaftskapitän ernannt und wurde mit 22 Jahren zum jüngsten Träger der Binde in der Geschichte des Vereins. Gleichzeitig kündigte Trainer Steve Cotterill an, Wilson könne bei einem entsprechenden Angebot den Verein verlassen, da der Klub aufgrund des Abstiegs Einsparungen vornehmen musste.

### Stoke City
Demzufolge wurde Wilson im Sommer 2010 zu Stoke City transferiert, allerdings wechselten Liam Lawrence und Dave Kitson im Gegenzug zu Portsmouth. Während er in der Hinrunde der ersten Spielzeit bei den Potters weiterhin als Rechtsverteidiger und zeitweise im zentralen Mittelfeld eingesetzt wurde, versetzte ihn Trainer Tony Pulis durch die Verletzung von Danny Higginbotham auf die Linksverteidigerposition. Durch die Flexibilität sowie seine Leistungen gleichermaßen wurde Wilson schnell Stammspieler. Die Saison 2010/11 beendete die Mannschaft auf dem 13. Tabellenplatz, erreichte aber zugleich das FA-Cup-Finale, wo sie an Manchester City scheiterte.
Im Oktober 2012 verlängerte er seinen Vertrag um drei Jahre, ehe er sich kurze Zeit später im Spiel gegen Sunderland das Wadenbein brach, für fünf Monate ausfiel und im Februar zu seinem nächsten Ligaeinsatz kam.

### Nationalmannschaft
Wilson war in den langanhaltenden Konflikt zwischen der Irish Football Association, dem nordirischen Verband, und der Football Association of Ireland verwickelt. Die IFA wehrte sich seit geraumer Zeit gegen den Trend, dass sich talentierte Spieler tendenzielle eher für die irische Nationalelf entscheiden, obwohl sie keine familiären Verbindungen zur Republik haben. Der Internationale Sportgerichtshof bestätigte diese Möglichkeit unter Berufung auf das Karfreitagsabkommen, sodass sich Wilson, der in U-15 für Nordirland spielte, noch für die Republik Irland entscheiden konnte.
Dort durchlief er die U-18, die U-19 und die U-21 und kam schließlich beim Nations Cup 2011 zu seinem Debüt in der A-Nationalmannschaft gegen Wales. Mit Irland gewann er den Wettbewerb. Das Angebot von Michael O’Neill, Nationaltrainer Nordirlands, für sein Heimatland zu spielen, lehnte er im Januar 2012 endgültig ab. Es folgten weitere zwei Spiele in der Qualifikation zur WM 2014.
Am 12. Mai 2016 wurde er von Nationaltrainer Martin O’Neill in das vorläufige 35 Spieler umfassende Aufgebot für die EM 2016 berufen. Er musste aber bereits am 23. Mai aufgrund einer Verletzung als erster Spieler aus dem Kader gestrichen werden.

## Erfolge
- FA-Cup-Finalist: 2010 und 2011
- Nations-Cup-Sieger: 2011